# Copa efe 2024
La Copa eFe 2024 fue la primera edición de este torneo de la rama femenina de fútbol, organizado por la Asociación Paraguaya de Fútbol (APF). Contó con la participación de 12 equipos y se disputó entre septiembre y noviembre de 2024.

## Sistema de competición
Los equipos se dividieron en dos zonas según los puntajes acumulados en esta temporada en el Ranking C.A.F., compuesto por la sumatoria de dos categorías (Primera y Sub-18) en el Torneo Anual.En la zona 1 estarán los primeros seis equipos con mayor puntaje, mientras que los segundos se ubicarán en la zona 2. Dentro de cada zona los equipos se enfrentarán en un sistema de todos contra todos, donde se coronará como Campeón el equipo que finalice primero en la Zona eFe 1; y como Ganador al equipo en la Zona eFe 2.

## Equipos participantes

### Localización
La mayoría de los clubes (8) se concentra en la capital del país. En tanto que tres se encuentran a corta distancia en ciudades del Departamento Central. Por último, uno pertenece al departamento de Amambay y uno al de Alto Paraná. Se incluye al Centro de Alto Rendimiento de Fútbol Femenino, propiedad de la Asociación Paraguaya de Fútbol, debido a su uso frecuente por equipos que optan oficiar ahí como locales.
- Nota: La sede social y administrativa del club Sol de América se halla en Barrio Obrero, Asunción, pero su campo de juego se ubica en Villa Elisa donde hace de local desde 1985.

| Distrito capital/Departamento | Cantidad | Equipos |
| ----------------------------- | -------- | --- |
| Asunción                      | 8        | Cerro Porteño / Olimpia / Guaraní / Libertad / Nacional* / Tacuary / Sportivo Ameliano / Sportivo Trinidense |
| Departamento Central          | 3        | Sol de América / Sportivo Luqueño / Deportivo Humaitá*                                                       |
| Departamento de Amambay       | 1        | 2 de Mayo |
| Departamento de Alto Paraná   | 1        | General Caballero                                                                                            |

| * | Juegan como Nacional/Humaitá. |

### Información de equipos
Listado de los equipos que disputarán el torneo de la temporada. El número de equipos participantes para esta temporada es de 12.
| Equipo                                               | Ciudad                   | Estadio                  | Capacidad | Fundación               | Títulos | Proovedor     | Patrocinador            |
| ---------------------------------------------------- | ------------------------ | ------------------------ | --------- | ----------------------- | ------- | ------------- | ----------------------- |
| Cerro Porteño                                        | Asunción                 | General Pablo Rojas      | 45 000    | 1 de octubre de 1912    | 0       | Puma          | Tigo                    |
| General Caballero                                    | Dr. Juan León Mallorquín | Ka'arendy                | 4500      | 21 de junio de 1962     | 0       | Kappa         | Sanatorio San Sebastián |
| Sol de América                                       | Villa Elisa              | Luis Alfonso Giagni      | 11 000    | 22 de marzo de 1909     | 0       | Kyrios        | Coopeduc                |
| Guaraní                                              | Asunción                 | Rogelio Silvino Livieres | 8380      | 12 de octubre de 1903   | 0       | Kyrios        | Tigo                    |
| Libertad                                             | Asunción                 | Tigo La Huerta           | 10 100    | 30 de julio de 1905     | 0       | Puma          | Tigo                    |
| Nacional (Participa fusionado con Deportivo Humaitá) | Asunción                 | Arsenio Erico            | 4434      | 5 de junio de 1904      | 0       | Kappa         | Banco Continental       |
| Humaitá (Participa fusionado con Nacional)           | Mariano Roque Alonso     | Pioneros de Corumba Cué  | 7 000     | 19 de febrero de 1932   | 0       | Kappa         | Banco Continental       |
| Olimpia                                              | Asunción                 | Osvaldo Domínguez Dibb   | 22 000    | 25 de julio de 1902     | 0       | Nike          | Tigo                    |
| 2 de Mayo                                            | Pedro Juan Caballero     | Río Parapití             | 25 000    | 6 de diciembre de 1935  | 0       | Kyrios        | Pulp                    |
| Sportivo Ameliano                                    | Asunción                 | José Tomás Silva         | 800       | 6 de enero de 1936      | 0       | Garcis        | Ayres                   |
| Sportivo Luqueño                                     | Luque                    | Feliciano Cáceres        | 26 974    | 1 de mayo de 1921       | 0       | Kyrios        | Banco Río               |
| Sportivo Trinidense                                  | Asunción                 | Martín Torres            | 3 000     | 11 de agosto de 1935    | 0       | Saltarín Rojo | Noroda                  |
| Tacuary                                              | Asunción                 | Toribio Vargas           | 3000      | 10 de diciembre de 1923 | 0       | Saltarín Rojo | Electroban              |

## Fixture
- Los horarios corresponden a la hora de Paraguay (UTC-4).

Criterios de desempate
Los 12 equipos participantes se dividieron en dos grupos de seis equipos cada uno. Luego de una liguilla simple, a una sola rueda de partidos, se declaran ganadores de la zona a los equipos que ocupen la primera posición de cada grupo.
En caso de empate en puntos en cualquiera de las posiciones, la clasificación se determina siguiendo en orden los siguientes criterios:
1. El resultado del enfrentamiento directo jugado entre los empatados.
2. Diferencia de goles.
3. Cantidad de goles marcados.
4. Menor número de tarjetas rojas.
5. Menor número de tarjetas amarillas.
6. Por sorteo.

### Zona eFe 1
| Pos. | Equipo                | Pts. | PJ | G | E | P | GF | GC | Dif. | Clasificación 2024 |
| ---- | --------------------- | ---- | -- | - | - | - | -- | -- | ---- | ------------------ |
| 1    | Olimpia (C)           | 15   | 5  | 5 | 0 | 0 | 23 | 3  | +20  | Ganador de la zona |
| 2    | Libertad              | 7    | 5  | 2 | 1 | 2 | 6  | 7  | −1   |                    |
| 3    | Cerro Porteño         | 6    | 5  | 2 | 0 | 3 | 13 | 8  | +5   |                    |
| 4    | Guaraní               | 6    | 5  | 2 | 0 | 3 | 6  | 9  | −3   |                    |
| 5    | General Caballero JLM | 6    | 5  | 2 | 0 | 3 | 4  | 18 | −14  |                    |
| 6    | Sportivo Ameliano     | 4    | 5  | 1 | 1 | 3 | 5  | 12 | −7   |                    |

 Fuente: APF
| 21 de septiembre | Cerro Porteño | 0:1 (0:1) | Libertad         | Estadio CARDIF, Luque      |                            |
| 19:30            |               | Reporte   | - Liz Peña 45+3' | Árbitro(s): Astrid Mendoza | Árbitro(s): Astrid Mendoza |

| 22 de septiembre | Sportivo Ameliano     | 1:2 (0:0) | General Caballero JLM                      | Estadio CARDIF, Luque     |                           |
| 17:15            | - Yessica Álvarez 58' | Reporte   | - Carola Alegre 76' - Milagros Ortiz 90+5' | Árbitro(s): Aracely Gómez | Árbitro(s): Aracely Gómez |

| 22 de septiembre | Olimpia                                                          | 4:0 (2:0) | Guaraní | Estadio CARDIF, Luque      |                            |
| 19:30            | - Yanina González 10', 38' - Amada Peralta 65' - María Tamay 88' | Reporte   |         | Árbitro(s): Angelina Rodas | Árbitro(s): Angelina Rodas |

| 27 de septiembre | Guaraní | 0:1 (0:1) | General Caballero JLM | Estadio CARDIF, Luque     |                           |
| 10:00            |         | Reporte   | - Tamara Paniagua 34' | Árbitro(s): Gabriela Arce | Árbitro(s): Gabriela Arce |

| 28 de septiembre | Libertad            | 1:4 (0:1) | Olimpia                                                             | Estadio CARDIF, Luque     |                           |
| 17:15            | - Damia Cortaza 66' | Reporte   | - Vanessa Arce 4' - Claudia Martínez 63' - Yanina González 72', 88' | Árbitro(s): Aracely Gómez | Árbitro(s): Aracely Gómez |

| 29 de septiembre | Cerro Porteño         | 1:2 (0:1) | Sportivo Ameliano          | Estadio CARDIF, Luque      |                            |
| 19:30            | - Antonia Riveros 83' | Reporte   | - Dahiana Rivas 32', 90+4' | Árbitro(s): Angelina Rodas | Árbitro(s): Angelina Rodas |

| 18 de octubre | Sportivo Ameliano | 0:4 (0:1) | Guaraní                                                                                | Estadio CARDIF, Luque     |                           |
| 10:00         |                   | Reporte   | - Fiorella Martínez 42' - Arminda Troche 68' - Dahiana Recalde 82' - Deisy Sánchez 86' | Árbitro(s): Aracely Gómez | Árbitro(s): Aracely Gómez |

| 20 de octubre | Olimpia                                                         | 4:1 (0:1) | Cerro Porteño      | Estadio CARDIF, Luque      |                            |
| 17:00         | - Griselda Garay 53' - María Segovia 56' - Cindy Ramos 86', 90' | Reporte   | - Laura Romero 21' | Árbitro(s): Astrid Mendoza | Árbitro(s): Astrid Mendoza |

| 20 de octubre | General Caballero JLM | 0:2 (0:1) | Libertad                           | Estadio Ka'arendy, Juan León Mallorquín |                           |
| 19:15         |                       | Reporte   | - Sady Salinas 21' - Liz. Peña 51' | Árbitro(s): Fany Martínez               | Árbitro(s): Fany Martínez |

| 26 de octubre | Libertad | 0:1 (0:0) | Guaraní               | Estadio CARDIF, Luque      |                            |
| 17:15         |          | Reporte   | - Hilda Benítez 90+2' | Árbitro(s): Angelina Rodas | Árbitro(s): Angelina Rodas |

| 26 de octubre | Cerro Porteño | 7:0 (1:0) | General Caballero JLM | Estadio CARDIF, Luque     |                           |
| 19:30         | - Laura Romero 41' - Alejandra Escurra 53', 79' - Fiona Zaracho 64' - Rosa Aquino 75' - Antonia Riveros 82', 90' | Reporte   |                       | Árbitro(s): Aracely Gómez | Árbitro(s): Aracely Gómez |

| 28 de octubre | Olimpia                                                         | 3:0 (1:0) | Sportivo Ameliano | Estadio CARFEM, Ypané       |                             |
| 19:30         | - Amada Peralta 14' - Griselda Garay 50' - Claudia Martínez 70' | Reporte   |                   | Árbitro(s): Myrian Sanabria | Árbitro(s): Myrian Sanabria |

| 2 de noviembre | Libertad                                   | 2:2 (2:0) | Sportivo Ameliano          | Estadio CARDIF, Luque      |                            |
| 17:15          | - Fiorella Aquino 29' - Erika Cartaman 36' | Reporte   | - Dahiana Rivas 52', 90+2' | Árbitro(s): Alicia Benítez | Árbitro(s): Alicia Benítez |

| 3 de noviembre | General Caballero JLM | 1:8 (0:5) | Olimpia | Estadio CARDIF, Luque      |                            |
| 9:00           | - Milagros Ortíz 60'  | Reporte   | - Karina Castellano 3', 38' - Amada Peralta 6', 18' - Celeste Aguilera 38' - Vanessa Arce 55' - Ana Pereira 68' - Claudia Martínez 89' | Árbitro(s): Angelina Rodas | Árbitro(s): Angelina Rodas |

| 3 de noviembre | Guaraní             | 1:4 (1:2) | Cerro Porteño                                        | Estadio CARDIF, Luque      |                            |
| 20:00          | - Angie Delgado 40' | Reporte   | - Laura Romero 43' - Antonia Riveros 45+3', 66', 90' | Árbitro(s): Fabio Villalba | Árbitro(s): Fabio Villalba |

### Zona eFe 2
| Pos. | Equipo               | Pts. | PJ | G | E | P | GF | GC | Dif. | Clasificación 2024 |
| ---- | -------------------- | ---- | -- | - | - | - | -- | -- | ---- | ------------------ |
| 1    | Nacional/Humaitá (C) | 13   | 5  | 4 | 1 | 0 | 15 | 3  | +12  | Ganador de la zona |
| 2    | Sol de América       | 10   | 5  | 3 | 1 | 1 | 12 | 2  | +10  |                    |
| 3    | Sportivo Trinidense  | 8    | 5  | 2 | 2 | 1 | 13 | 5  | +8   |                    |
| 4    | 2 de Mayo            | 8    | 5  | 2 | 2 | 1 | 9  | 7  | +2   |                    |
| 5    | Sportivo Luqueño     | 3    | 5  | 1 | 0 | 4 | 6  | 22 | −16  |                    |
| 6    | Tacuary              | 0    | 5  | 0 | 0 | 5 | 2  | 20 | −18  |                    |

 Fuente: APF
| 21 de septiembre | Nacional/Humaitá    | 1:1 (0:0) | 2 de Mayo                  | Estadio CARDIF, Luque  |                        |
| 17:15            | - Carmen Olmedo 53' | Reporte   | - Jennifer Melgarejo 90+1' | Árbitro(s): Ana Fretes | Árbitro(s): Ana Fretes |

| 23 de septiembre | Sol de América | 7:0 (3:0) | Sportivo Luqueño | Estadio CARDIF, Luque     |                           |
| 10:00            | - Katia Caballero 4' - Sol Mora 18' - Liz Ayala 42' - Sandra Gómez 65' - Lorena Báez 73' - Fátima Román 90' - Delci Serafini 90+1' | Reporte   |                  | Árbitro(s): Gabriela Arce | Árbitro(s): Gabriela Arce |

| 24 de septiembre | Tacuary | 0:6 (0:2) | Sportivo Trinidense                                                                                  | Estadio CARDIF, Luque    |                          |
| 10:00            |         | Reporte   | - María Benítez 28' - Maidi Cristaldo 42', 79' - Luz Vargas 63' - Jennifer Mora 70' - Ilda Zayas 73' | Árbitro(s): Carmen Gómez | Árbitro(s): Carmen Gómez |

| 27 de septiembre | Sportivo Luqueño | 0:5 (0:1) | Nacional/Humaitá                                                             | Estadio CARDIF, Luque    |                          |
| 8:00             |                  | Reporte   | - Carmen Olmedo 34', 51', 75' - Jorgelina González 81' - Julieta Aguilar 85' | Árbitro(s): Carmen Gómez | Árbitro(s): Carmen Gómez |

| 28 de septiembre | Sol de América      | 1:0 (1:0) | Tacuary | Estadio CARDIF, Luque      |                            |
| 19:30            | - Delci Serafini 3' | Reporte   |         | Árbitro(s): Teresita Ojeda | Árbitro(s): Teresita Ojeda |

| 29 de septiembre | 2 de Mayo           | 1:1 (0:0) | Sportivo Trinidense      | Estadio CARDIF, Luque     |                           |
| 17:15            | - Rosana Alegre 54' | Reporte   | - Rosalinda Portillo 82' | Árbitro(s): Fany Martínez | Árbitro(s): Fany Martínez |

| 18 de octubre | Nacional/Humaitá           | 1:0 (0:0) | Sol de América | Estadio CARDIF, Luque        |                              |
| 8:00          | - Jorgelina González 90+4' | Reporte   |                | Árbitro(s): Daihana González | Árbitro(s): Daihana González |

| 21 de octubre | Sportivo Trinidense                                   | 4:1 (3:1) | Sportivo Luqueño  | Estadio CARDIF, Luque      |                            |
| 8:00          | - Perla Bareiro 2' - Rosalinda Portillo 30', 31', 61' | Reporte   | - Perla Ortiz 21' | Árbitro(s): Angelina Rodas | Árbitro(s): Angelina Rodas |

| 21 de octubre | Tacuary              | 1:3 (0:2) | 2 de Mayo                                                | Estadio CARDIF, Luque    |                          |
| 10:00         | - Ymilse Ramírez 47' | Reporte   | - Diana Zalazar 32' - Aida López 38' - Tatiana Zarza 88' | Árbitro(s): Carmen Gómez | Árbitro(s): Carmen Gómez |

| 25 de octubre | Nacional/Humaitá                                                               | 6:1 (2:1) | Tacuary                 | Estadio CARDIF, Luque     |                           |
| 8:00          | - Carmen Olmedo 13', 53', 64' - Iris Esteche 17' - Jorgelina González 51', 54' | Reporte   | - Esther Villamayor 29' | Árbitro(s): Gabriela Arce | Árbitro(s): Gabriela Arce |

| 25 de octubre | Sol de América       | 1:1 (0:1) | Sportivo Trinidense     | Estadio CARDIF, Luque    |                          |
| 10:00         | - Delci Serafini 52' | Reporte   | - Gabriela Ibáñez 45+1' | Árbitro(s): Carmen Gómez | Árbitro(s): Carmen Gómez |

| 28 de octubre | Sportivo Luqueño     | 1:4 (1:2) | 2 de Mayo                                                                             | Estadio CARFEM, Ypané      |                            |
| 17:15         | - Marian Cardozo 12' | Reporte   | - Rosalba Alegre 26' - Margarita Oviedo 39' - Tatiana Zarza 62' - Shirley Coronel 90' | Árbitro(s): Teresita Ojeda | Árbitro(s): Teresita Ojeda |

| 1 de noviembre | 2 de Mayo | 0:3 (0:1) | Sol de América                                        | Estadio CARFEM, Ypané     |                           |
| 17:15          |           | Reporte   | - Delci Serafini 4' - María Moreno 67' - Sol Mora 74' | Árbitro(s): Aracely Gómez | Árbitro(s): Aracely Gómez |

| 1 de noviembre | Sportivo Luqueño                                                                        | 4:2 (2:1) | Tacuary                                       | Estadio CARFEM, Ypané       |                             |
| 19:30          | - Jenifer Amarilla 6' - Sandy Benítez 28' - Marian Carodozo 55' - Griselda Ferreira 65' | Reporte   | - Daniela Rodríguez 15' - Meysi Melgarejo 63' | Árbitro(s): Myrian Sanabria | Árbitro(s): Myrian Sanabria |

| 2 de noviembre | Sportivo Trinidense | 1:2 (0:1) | Nacional/Humaitá                | Estadio CARDIF, Luque        |                              |
| 19:15          | - Mariana Pion 46'  | Reporte   | - Jorgelina González 45+2', 82' | Árbitro(s): Francisco Osorio | Árbitro(s): Francisco Osorio |

## Campeones
|                    |                    |
| Olimpia            | Nacional           |
| Campeón Zona eFe 1 | Campeón Zona Efe 2 |
| 1 .° título        | 1 .° título        |

## Goleadoras
| Pos. | Jugador            | Club                | Goles |
| ---- | ------------------ | ------------------- | ----- |
| 1    | Carmen Olmedo      | Nacional/Humaitá    | 7     |
| 2    | Antonia Riveros    | Cerro Porteño       | 6     |
| 3    | Jorgelina González | Nacional/Humaitá    | 6     |
| 4    | Dahiana Rivas      | Sportivo Ameliano   | 4     |
| 5    | Yanina González    | Olimpia             | 4     |
| 6    | Amada Peralta      | Olimpia             | 4     |
| 7    | Rosalinda Portillo | Sportivo Trinidense | 4     |
| 8    | Delci Serafini     | Sol de América      | 3     |
| 9    | Laura Romero       | Cerro Porteño       | 3     |
| 10   | Alejandra Escurra  | Cerro Porteño       | 2     |